# Liste der Wappen im Landkreis Tirschenreuth
Die Liste der Wappen im Landkreis Tirschenreuth zeigt die Wappen der Gemeinden im bayerischen Landkreis Tirschenreuth.

## Landkreis Tirschenreuth

Landkreis Tirschenreuth Gespalten von Schwarz und Silber; vorne ein linksgewendeter rot bekrönter und rot bewehrter goldener Löwe, hinten über einem gesenkten blauen Balken ein roter Drachenrumpf.
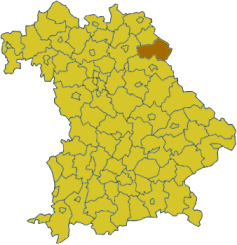
Lage des Landkreises Tirschenreuth in Bayern
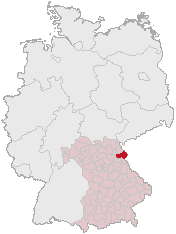
Lage des Landkreises Tirschenreuth in Deutschland
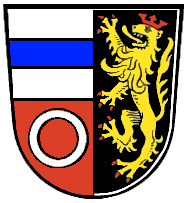
Landkreis Kemnath (–1972) Gespalten und vorne geteilt;oben in Silber ein blauer Balken, unten in Rot ein silberner Ring: hinten in Schwarz ein rot gekrönter und rot bewehrter goldener Löwe.
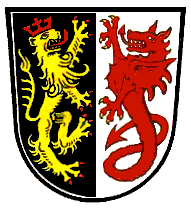
Landkreis Tirschenreuth (–1972) Gespalten von Schwarz und Silber; vorne ein linksgewendeter, rot gekrönter und rot bewehrter goldener Löwe, hinten ein aufgerichteter, golden bewehrter roter Drache mit Stachelschwanz.

## Wappen der Städte, Märkte und Gemeinden

Markt Bad Neualbenreuth Geteilt von Silber und Rot; oben ein geflügelter roter Drache, unten ein aus schräg gekreuzten silbernen Leisten gebildetes Gitter.
Gemeinde Brand In Blau gekreuzt ein brennender silberner Ast und ein silbernes Rodungsbeil mit goldenem Blatt.
Stadt Bärnau In Silber auf grünem Rasen stehend ein schwarzer Bär, der an rotem Halsriemen einen gevierten Schild trägt; darin 1 und 4 in Schwarz ein rot gekrönter und rot bewehrter goldener Löwe, 2 und 3 die bayerischen Rauten.
Gemeinde Ebnath Unter rotem Schildhaupt, darin schräg gekreuzt ein langstieliger silberner Eisenhammer und ein silberner Pfeil, in Silber ein springender roter Hirsch.
Stadt Erbendorf In Gold ein golden gekrönter und golden bewehrter schwarzer Adler.
Markt Falkenberg Geteilt von Schwarz und Blau; oben in einem silbernen Pfahl ein gekürzter goldener Abtstab; unten drei silberne Felsen, auf deren mittlerem ein goldener Falke sitzt.
Gemeinde Friedenfels Unter einem goldenen Schildhaupt, darin ein blauer Balken, in Blau ein dreiteiliger silberner Felsenberg, auf dessen äußeren Spitzen je eine silberne Fichte steht; dazwischen schwebend ein goldener Steinhauerhammer.
Markt Fuchsmühl In Blau auf grünem Dreiberg eine doppeltürmige Kirche mit roten Turmdächern in Vorderansicht.
Gemeinde Immenreuth In Rot ein gesenkter silberner Balken, darin drei blaue Spitzen, darüber schräg gekreuzt zwei goldene Reuthauen.
Gemeinde Kastl In Rot unter silbernem Schildhaupt, darin zwei mit einem waagrechten roten Steg verbundene Radkreuze, über einem silbernen Schildchen, darin ein blauer Balken, zwei silberne Drachenflügel.
Stadt Kemnath Geteilt und oben gespalten; vorne in Schwarz ein rot gekrönter und rot bewehrter goldener Löwe, hinten die bayerischen Rauten; unten in Silber ein rotes Haus mit geschlossenem silbernem Tor.
Markt Konnersreuth In Silber auf grünem Boden nebeneinander drei grüne Tannenbäume, vor denen ein roter Hirsch springt.
Gemeinde Krummennaab Geteilt; oben geteilt von Rot und Silber, darin drei blaue Spitzen; unten in Blau ein goldener Adler.
Gemeinde Kulmain Unter blauem Schildhaupt, darin drei mit einer schwarzen Leiste überdeckte silberne Spitzen, in Rot ein dreiteiliges silbernes Rundkirchengebäude.
Gemeinde Leonberg In Silber ein wachsender roter Drache mit einem schwarzen Hammer in den Klauen, überdeckt mit einem gesenkten blauen Wellenbalken.
Stadt Mitterteich Über blauem Wellenbalken in Schwarz ein silberner Pfahl, darin ein linksgewendeter schwarzer Abtstab; unten in Silber nebeneinander drei grüne Blumen.
Markt Mähring Über schwarzem Schildfuß, darin ein schräg gestelltes Türband, in Silber ein wachsender roter Drache, der ein halbes mit Messern besetztes schwarzes Rad hält.
Gemeinde Neusorg Unter schwarzem Zinnenschildhaupt in Gold über zwei schräggekreuzten schwarzen Reuthauen ein halber springender Hirsch.
Gemeinde Pechbrunn Gespalten von Rot und Silber; vorne ein linksgewendeter silberner Abtstab, hinten eine grüne Tanne, aus der unten eine blaue Quelle strömt.
Markt Plößberg Geviert von Silber und Schwarz; in 1 und 4 je eine heraldische Lilie in verwechselten Farben.
Gemeinde Pullenreuth In Rot unter einer silbernen Deichselwaage ein goldenes Trinkgefäß (sogenannte Doppelscheuer).
Gemeinde Reuth b.Erbendorf In Rot zwei silberne Schrägbalken, deren vorderer mit drei blauen Spitzen belegt ist.
Stadt Tirschenreuth Geteilt von Blau und Silber; oben über einer goldenen Zinnenmauer mit Tor und beiderseits je einem goldenen Turm die stehende goldene Figur eines Abtes mit Mitra, Krummstab und Buch; unten auf grünem Boden zwischen zwei grünen Laubbäumen ein grün gekleideter Mann, der mit einer Haue rodet.
Stadt Waldershof In Silber eine rote Zinnenmauer, über der nebeneinander drei grüne Nadelbäume aufwachsen.
Stadt Waldsassen In Silber auf grünem Boden und vor grünen Bäumen stehend ein silbern gekleideter Abt mit silberner Mitra und einem goldenen Abtstab in der Linken, die Rechte gestützt auf einen vor ihm stehenden goldenen Schild, darin eine blaue heraldische Lilie.
Markt Wiesau In Silber ein aufgerichteter, golden bewehrter roter Drache, der in den Pranken ein silbernes Schildchen hält, darin ein blauer Balken.

## Ehemalige Gemeinden mit eigenem Wappen

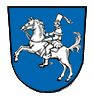
Gemeinde Wildenreuth